# Парл, Йетти
Генрие́тта Нане́тт «Йетти» Бантзи́нгер-Парл (нидерл. Henriëtte Nanette «Jetty» Bantzinger-Paerl; 27 мая 1921, Амстердам — 22 августа 2013, Амстелвен, Северная Голландия) — голландская певица и радиоведущая. Представительница Нидерландов на конкурсе песни «Евровидение-1956».

## Биография
Родилась 27 мая 1921 года в Амстердаме в семье кинематографиста Юзефа «Йо» Парла и его жены Розы Вайнберг. Во время Второй мировой войны, в силу еврейского происхождения, была вынуждена бежать из оккупированных Нидерландов в Лондон. Там она выступает на «Radio Oranje» (программы на нидерландском языке, которую BBC транслировала на оккупированные Германией Нидерланды во время Второй мировой войны). Этот факт из её биографии был показан в одной из серий документального британского телесериала «The World at War». По возвращении на родину, она активно выступала на радио.

### «Евровидение»
В 1956 году была выбрана второй победительницей нидерландского национального отбора с песней «De vogels van Holland» и вместе с Корри Броккен, основной победительницей отбора, стали первыми представительницами Нидерландов на первом конкурсе песни «Евровидение», проходившем в швейцарском Лугано. Так как, на данном конкурсе был объявлен только победитель, они заняли второе место, наряду со остальными участниками. Её участие на конкурсе является «рекордным»: первой выступила на конкурсе, представила свою страну (она же первая участница от Нидерландов), а к концу жизни была одной из старейших участников этого конкурса.

### Смерть
Скончалась 22 августа 2013 года в Амстелвене в возрасте 92 лет.

## Личная жизнь
- Отец — Юзеф «Йо» Парл (1891—1964), кинематографист.
- Мать — Роза Парл-Вайнберг (1887—1975).
- Муж (1951—1985): Корнелис «Кес» Бантзингер (1914—1985), иллюстратор.
  - Дочь — Анна-Роза Бантзингер.

## Дискография

### Синглы
- 1956 — «De telefoon»
- 1956 — «De vogels van Holland»
- 1956 — «Mei in Parijs»

## Фильмография
- 1959 — «Redt een kind»
- 1974 — «Мир в войне» (архив)
- 1989 — «Wedden, dat..?»